# Schleimünde

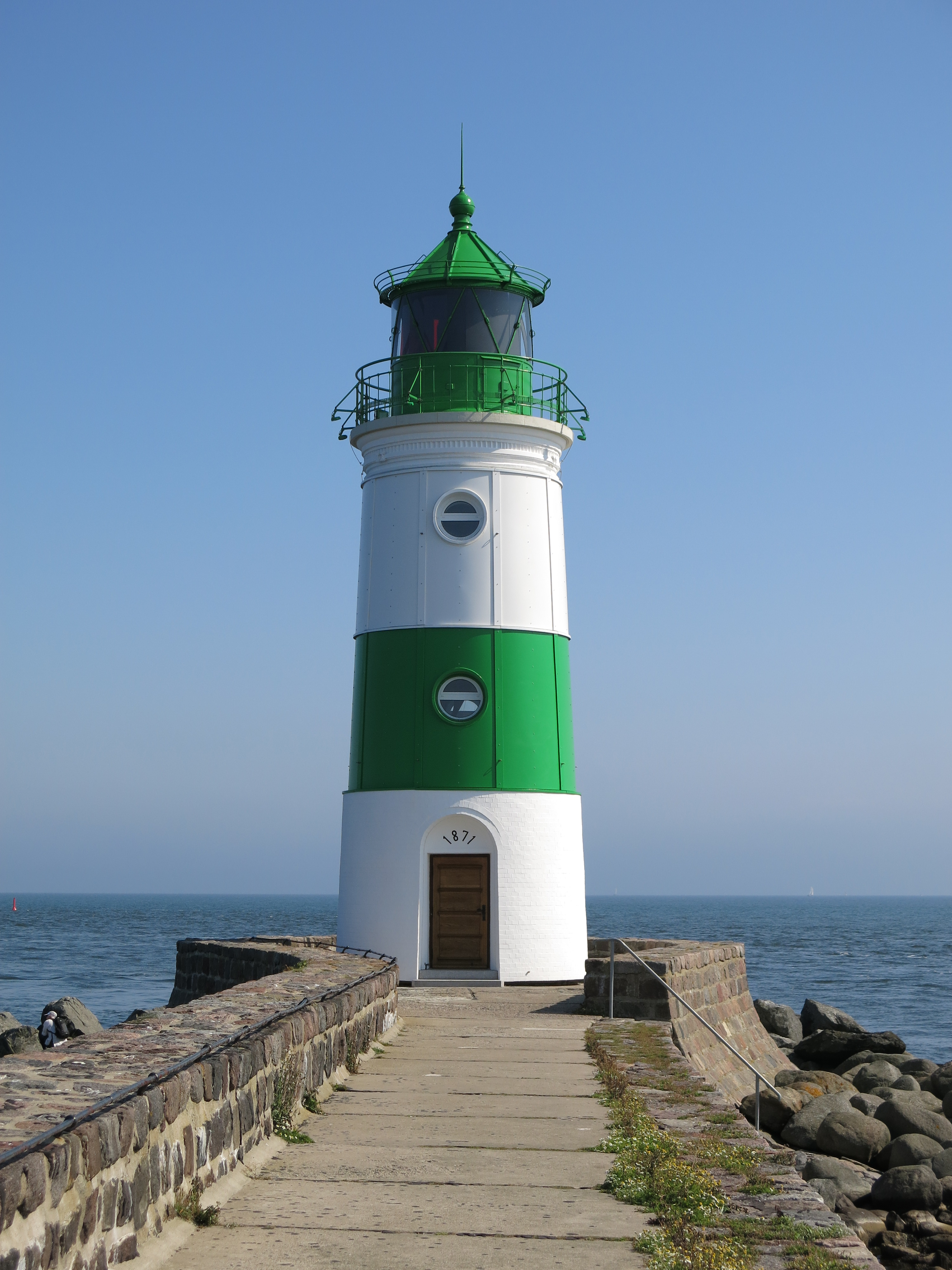
Der Leuchtturm im Jahr 2015

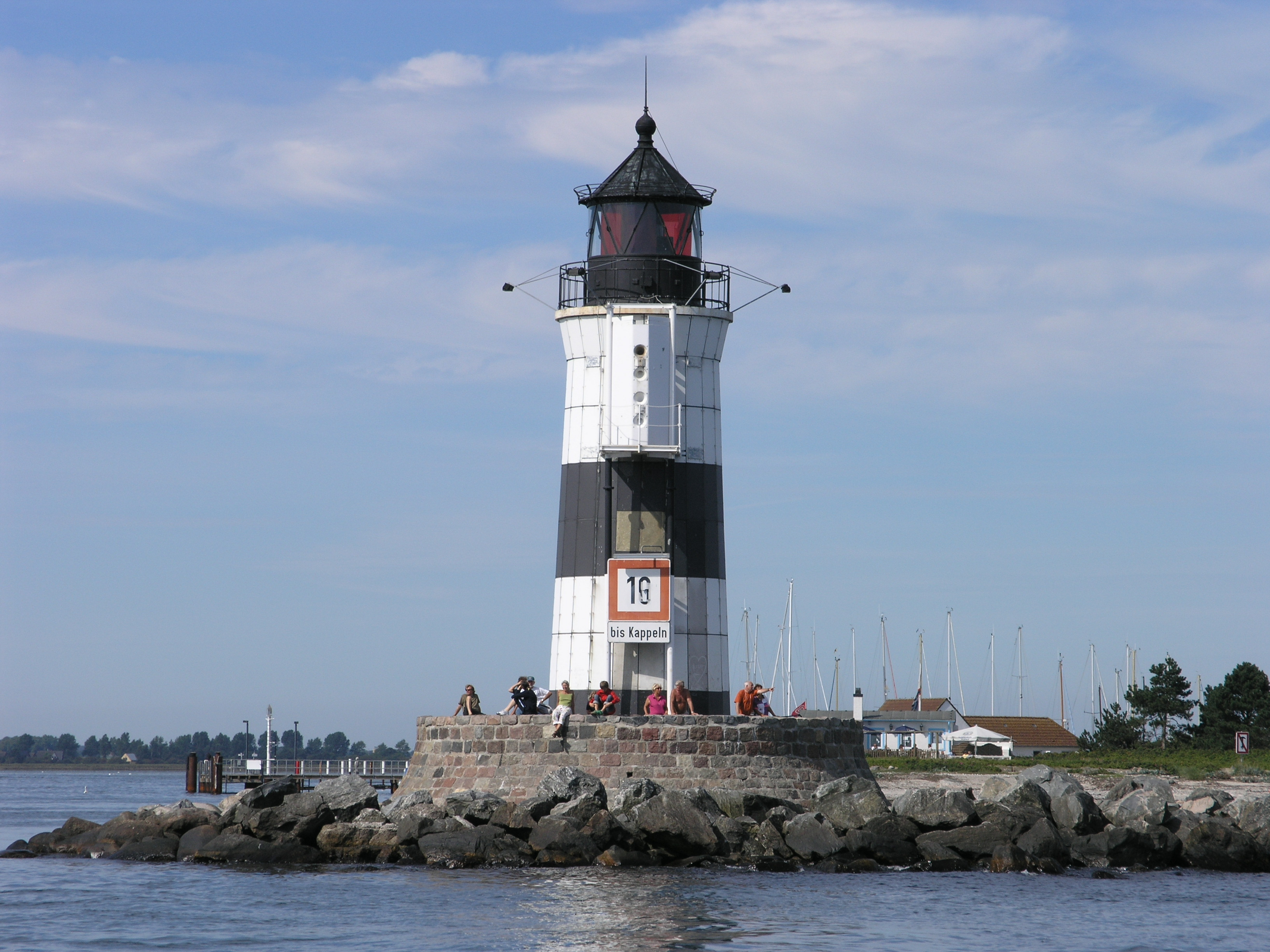
Der Leuchtturm im Jahr 2005

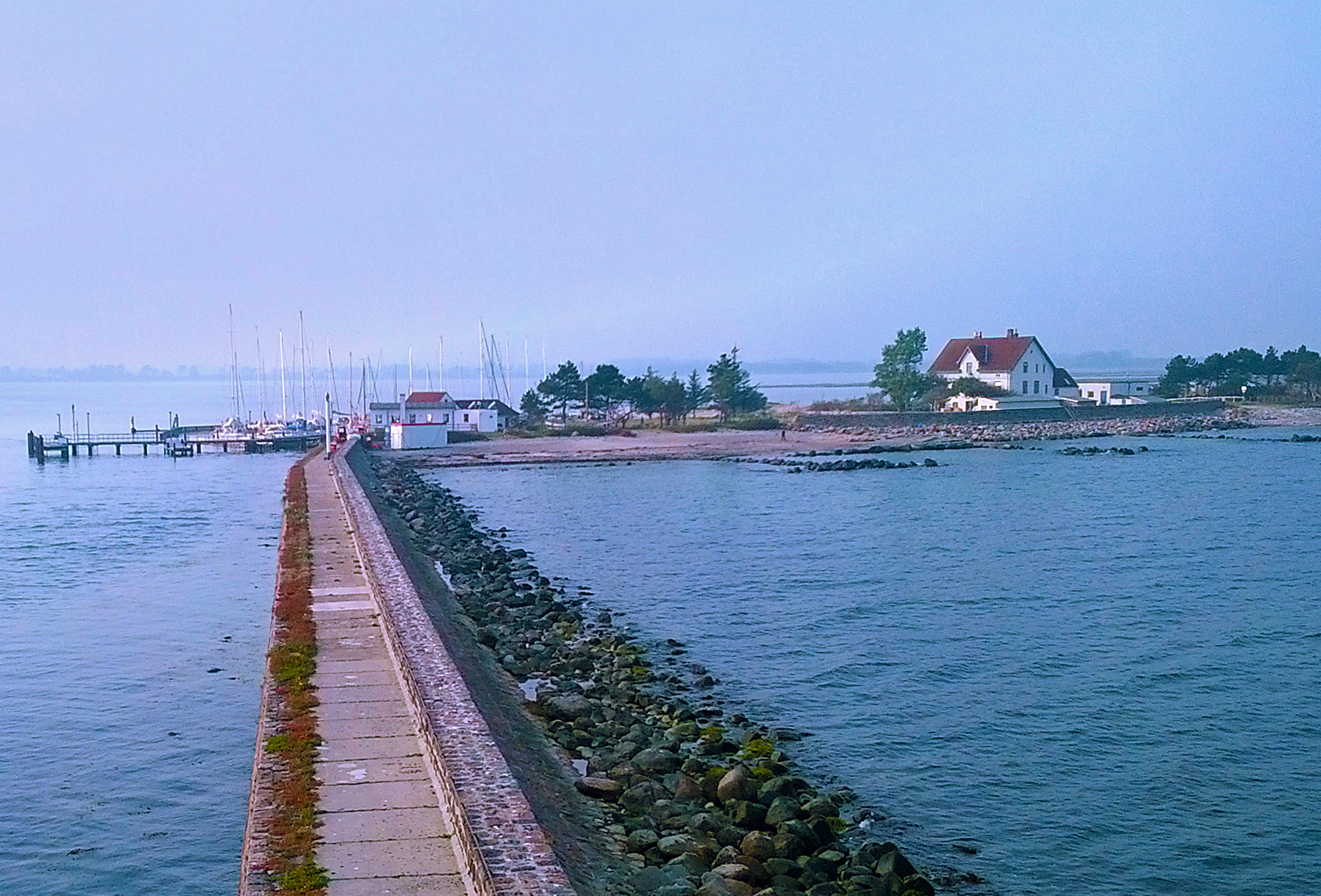
Schleimünde vom Leuchtturm aus aufgenommen

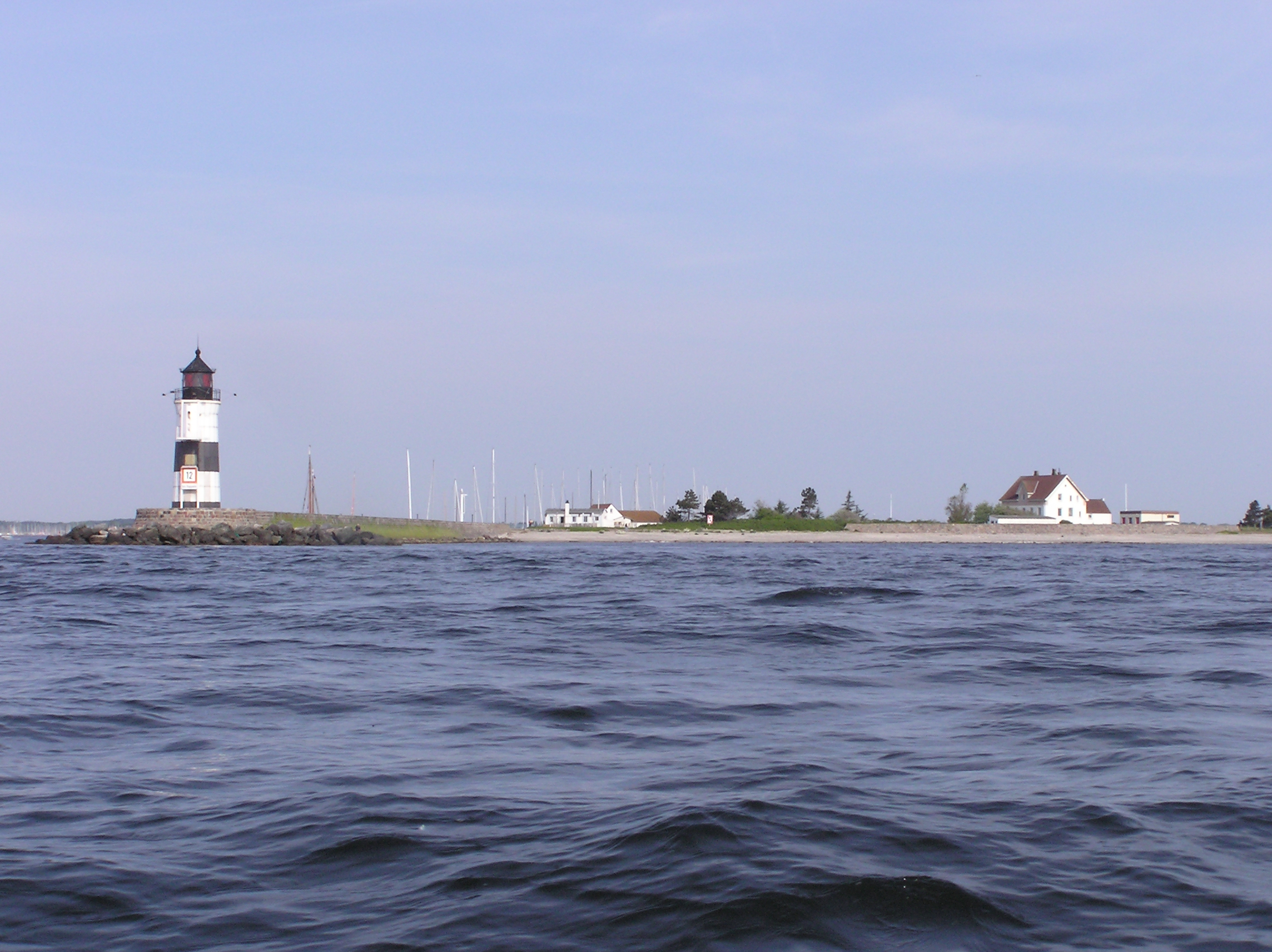
Schleimünde im Jahre 2004 von See aus (von links nach rechts): Leuchtturm, Giftbude mit Sportboothafen, Lotsenhaus

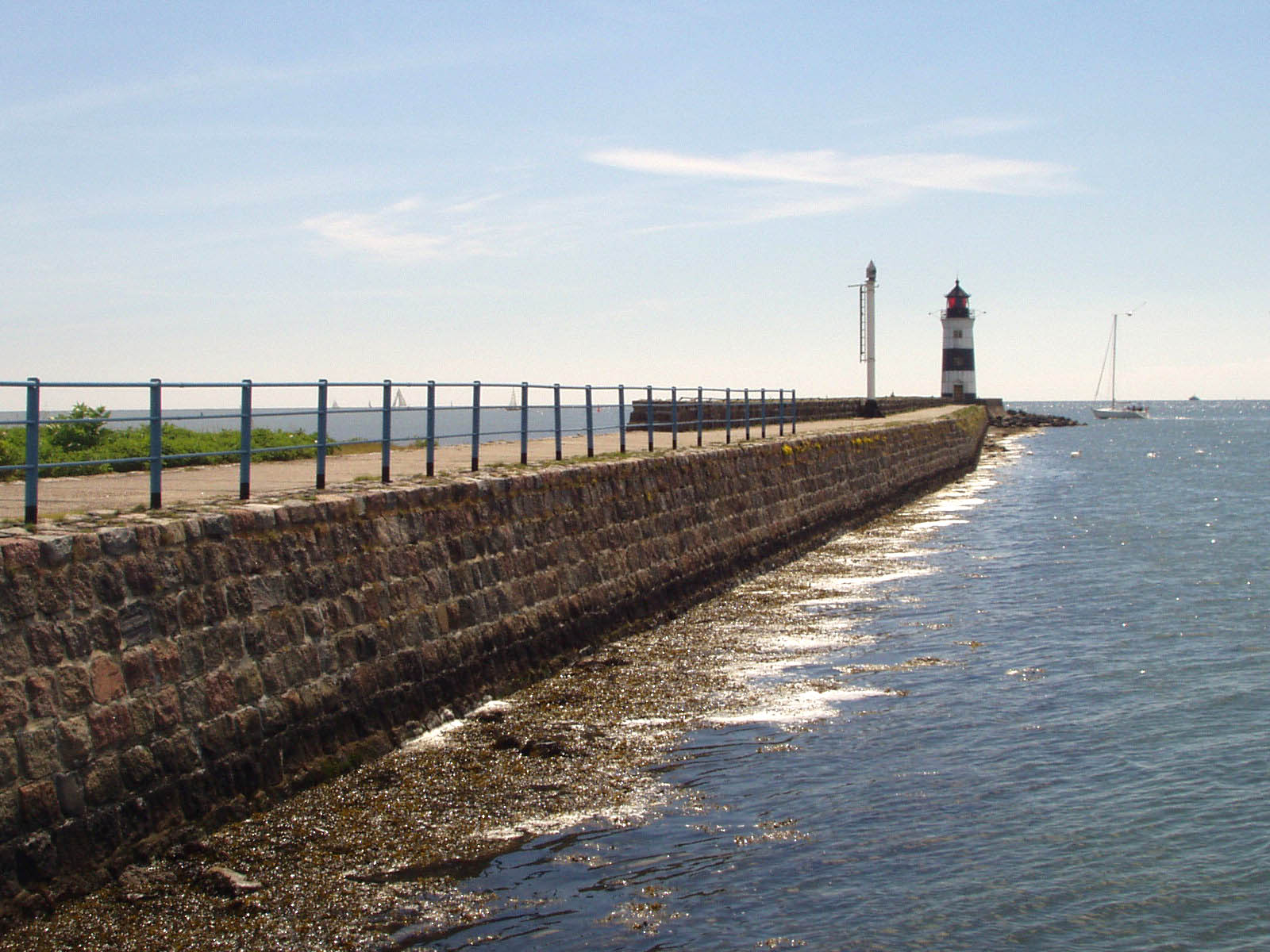
Leuchtturm Schleimünde von Land aus

Karte von 1893, Die Lotseninsel ist noch eine Insel

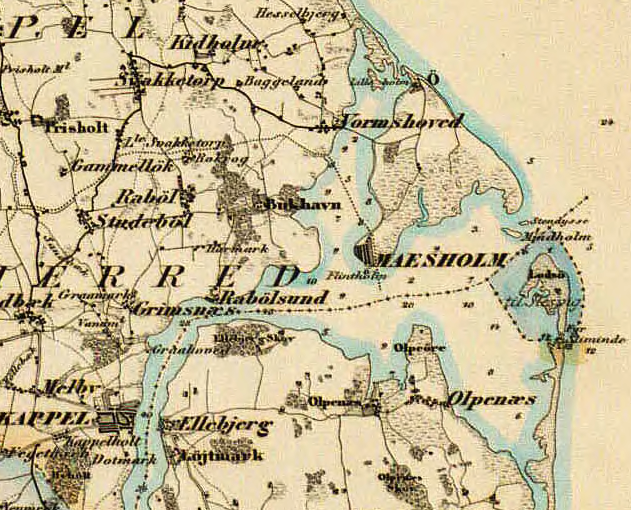
Auf der dänischen Landesaufnahme von 1858 sind sowohl noch die Lotseninsel (Lodsø) als auch Mindholm als eigenständige Inseln bzw. Holme erkennbar.

Als Schleimünde (dänisch Sliminde) wird die heutige Lotseninsel (dänisch Lodsø) bezeichnet, welche die Schlei von der Ostsee trennt. Schleimünde ist seit 1871 Standort eines Leuchtturms und eines kleinen Nothafens für Sportboote. Sie gehört zum Kreis Schleswig-Flensburg.
Die Halbinsel ist 112 Hektar groß und kaum fünf Meter höher als der Wasserspiegel. Bei Sturmfluten wird sie zuweilen ganz unter Wasser gesetzt. Zum 14,3 Meter hohen Leuchtturm (aus dem Jahr 1871) am Südende der Halbinsel führt ein Damm. Etwas weiter nördlich hiervon liegt drei Meter über dem Wasser das Lotsenhaus. Das Lotsenhaus wird nun als Tagungshaus für Seminare genutzt. Am Nothafen für Sportboote gibt es eine kleine Gastwirtschaft, „die Giftbude“. Lotsen und auch der Leuchtturmwärter wohnen nicht mehr auf der Halbinsel. Das Leuchtfeuer wird durch das Wasserstraßen- und Schifffahrtsamt Ostsee von Lübeck-Travemünde aus ferngesteuert und überwacht. Der größte Teil der Halbinsel ist heute das Naturschutzgebiet Schleimündung, das vom Verein Jordsand durch einen Vogelschutzwart betreut wird.
Am 20. September 2008 wurde die bislang im Bundesbesitz befindliche Halbinsel in einer öffentlichen Grundstücksauktion von der Lighthouse Foundation, einer Stiftung mit Sitz in Hamburg, ersteigert.

## Entstehung
Die Strandwalllandschaft in der Schleimündung ist seit der letzten Eiszeit in ständiger Veränderung ihrer Form entstanden. Das Gebiet ist aus Sedimenten aufgebaut, die durch Meeresströmungen vor allem vom südlich gelegenen Schönhagener Kliff abgetragen wurden. Der ständige Wechsel von Anlandung und Abtrag (bei Sturmfluten), von Dünenneu- und -rückbildung hat hier einen der wenigen noch intakten natürlichen Bereiche der deutschen Ostseeküste geschaffen.

## Name
Schleimünde ist bereits in der altnordischen Jómsvíkinga saga als Slømynna und Slødyr sowie im Erdbuch Königs Waldemars von 1231 schriftlich dokumentiert. Im Dänischen wird die Halbinsel als Sliminde bezeichnet. Der Name geht auf altdänisch mynnæ (altnordisch mynni) für eine Mündung zurück, in der Jómsvíkinga saga auch durch dýrr für Tür, Tor ersetzt.

## Geschichte
Ursprünglich war die Halbinsel ein Teil des Gutes Olpenitz, also zu Schwansen gehörig, und die alte Einfahrt zur Schlei lag nördlich von ihr. Um 1418 verschlossen Holsteiner die Einfahrt der Schlei, indem sie zehn bis zwölf Schiffe versenkten. Als die alte Schleimündung versandete, erwies sich der Bau einer neuen, weiter südlich zu errichtenden Einfahrt als notwendig. Nachdem die Arnisser und Kappelner Schiffer über Jahre Appelle an die Landesregierung gerichtet hatten, wurde die eigentlich zuständige Stadt Schleswig 1770 aufgefordert, das Stück Land nördlich der ehemaligen Festungsanlage Oldenburg vom damaligen Besitzer des Gutes Olpenitz zu kaufen. Der Kauf wurde erst 1780 vollzogen, im gleichen Jahr erfolgte ein erster Durchstich an der Stelle der heutigen Schleimündung, die sich in den Winterstürmen erweiterte. Eine erste Befestigung mit Pfählen wurde 1782 unter Leitung der Stadt Schleswig angelegt. Diese hatte aber keinen Bestand, und die Schiffer aus Arnis und Kappeln mussten erneut die Landesregierung um Hilfe bitten. Da Schleswig kein weiteres Geld geben wollte, wurde eine Befestigung aus Stein in den Jahren 1795 bis 1796 unter der Leitung der neu gegründeten Combinierten Schiffergesellschaft zu Kappeln und Arnis gebaut. Für den Bau kam aus Kopenhagen ein Hafenbaumeister angereist. Die Finanzierung übernahm allein die Combinierte Schiffergesellschaft zu Kappeln und Arnis, die dafür von den passierenden Schiffen einen Zoll einnehmen durfte. Die heutige Mündung basiert immer noch auf der damaligen Anlage, die man später weiter vertiefte und befestigte. Durch diese neue Wasserstraße wurde Schleimünde vom Festland Schwansen abgeschnitten.
Unmittelbar vor Schleimünde befand sich im Mittelalter noch der Ort Mynnaesby bzw. Mynnæsby (Mindesby, auch: Slaesmynnae, vgl. heute Sliminde), der zur Nieharde (Niehaereth, dän. Nyherred) in Angeln gezählt wurde und zum Geltinger Krongut des Königs gehörte. Laut Erdbuch von König Waldemar von 1231 bildete Mindesby ein eigenes Kirchspiel.
Südöstlich der jetzigen Schleieinfahrt und unmittelbar neben dem früheren Dorf Mindesby befand sich im Mittelalter die Burg Oldenburg (dän. Gammelborg oder auch Gamleborg). Die Burg stammt vermutlich aus dem frühen 12. Jahrhundert und soll eine Gründung des damaligen Herzogs von Schleswig, Knud Laward, sein. Sie gehörte zusammen mit Arnis und der Schwonsburg zu einem größeren Verteidigungssystem, um den wichtigen Handelsweg auf der Schlei in Richtung Schleswig zu schützen. Vermutlich zahlten in die Schlei einlaufende Schiffe hier einen Schiffszoll, während auslaufende Schiffe diesen in Schleswig zahlten. Die Burg besaß einen charakteristischen Rundturm sowie einen Kirchenraum. Laut Überlieferung sollen die Einwohner von Höxmark (Høgsmark) damals in einem Turm bei Schleimünde zur Kirche gegangen sein. Der Turm soll 1132/1134 auch als Gefängnis für Christiern Svendsen gedient haben, der auf Seite von Erik II. am Aufstand gegen König Niels Svensson teilgenommen hatte. Im 19. Jahrhundert wurden bei niedrigem Wasserstand vor Schleimünde Reste eines kreisrunden Turms, eine Mauer sowie Särge entdeckt.
Bei Schleimünde soll im Jahr 1065 eine Seeschlacht zwischen dem Neffen des Königs Svens Estridsen, Asmund, und Hakon Iversen stattgefunden haben.

## Aktuelle Lage
Seit einigen Jahren wird ein deutlicher Sandabtrag in längeren Strandabschnitten der Halbinsel nach Norden hin beobachtet. Deshalb traf sich am 30. November 2019 im Arnisser Rathaus eine neue Bürgerinitiative zum Küstenschutz in der Schleiregion zu einer Auftaktversammlung. Eine Petition wurde vorgestellt: „Wir fordern die Landesregierung von Schleswig-Holstein auf, Schleimünde mit allen erforderlichen Maßnahmen zu schützen und in seiner Funktionalität in Bezug auf Hochwasserschutz und Naherholung wiederherzustellen.“ An der Versammlung nahmen unter anderem Kappelns Bürgermeister Heiko Traulsen, mehrere Kappelner und Arnisser Stadtvertreter sowie politische Vertreter aus Maasholm und der Kreispräsident Ulrich Brüggemeier teil. Initiator war Philipp Zülsdorff vom Verein Naturnaher Wasserwanderplatz Schleimünde.

## Sonstiges

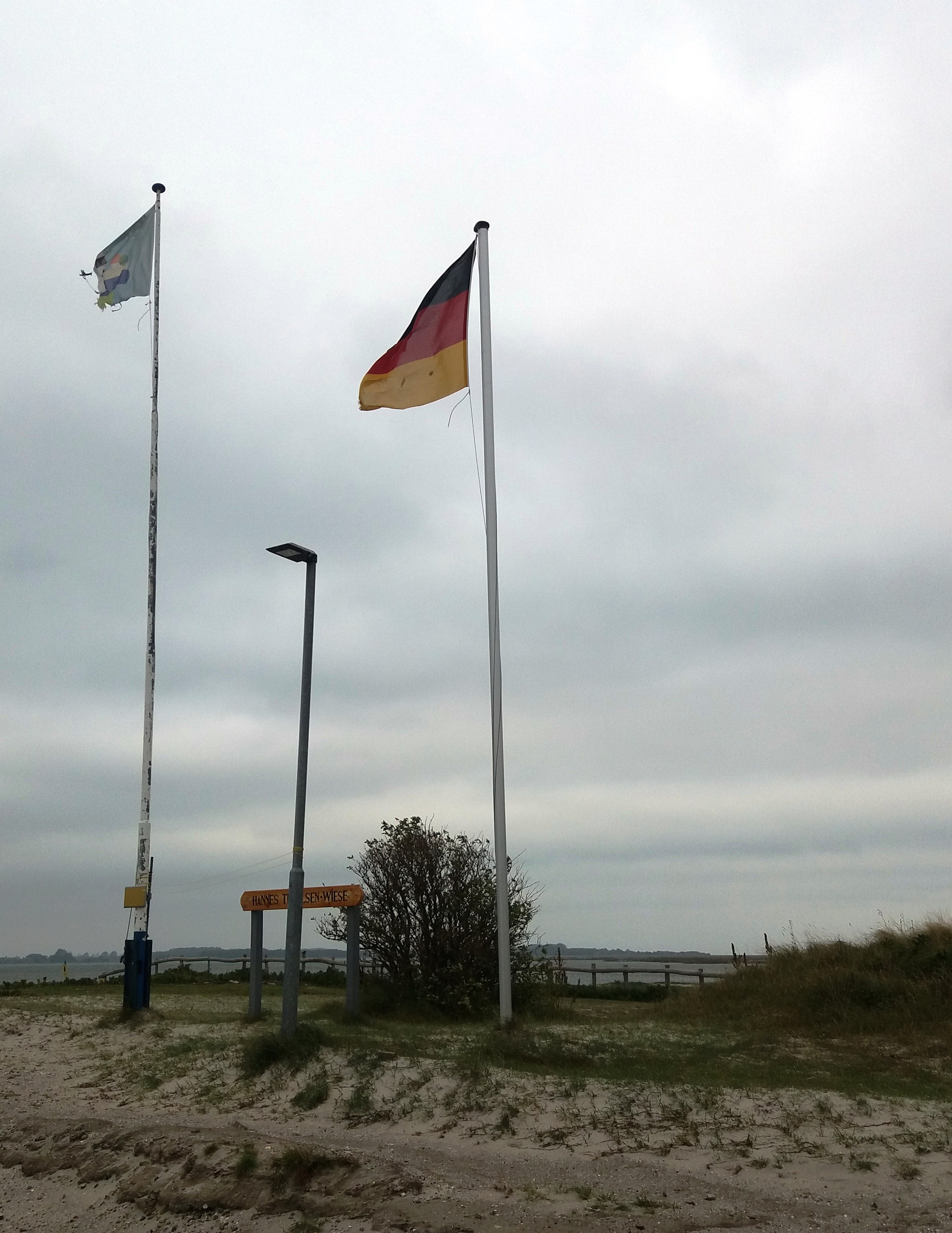
Hannes-Truelsen-Wiese, 2018 umbenannte Paddelwiese

Anlässlich des 20-jährigen Bestehens des Fördervereins Naturnaher Wasserwanderplatz Schleimünde e. V. wurde die dortige Paddelwiese am 26. August 2018 in "Hannes-Truelsen-Wiese" umbenannt.
Am 2. Juli 2020 hat die Deutsche Post AG eine Sonderbriefmarke zu 60 Eurocent mit dem Bild des Leuchtturms Schleimünde herausgeben. Die Briefmarke gehört zur Serie „Leuchttürme“. Der Entwurf stammt vom Grafiker Hanno Schabacker aus Berlin.